# Scar Symmetry
Scar Symmetry es un grupo de death metal melódico de Avesta, Suecia formado en el 2004, El vocalista original de la banda Christian Älvestam  dejó la banda por diferencias personales en septiembre del 2008 y fue remplazado por dos vocalistas.

## Biografía
Formado en abril de 2004, el grupo en 2005 lanzaron su primer álbum Symmetric In Design con el que alcanzaron la fama estatal e hicieron conciertos por toda Suecia. Un año después en 2006 firman para lanzar su segundo álbum Pitch Black Progress y se lanzaron a una gira europea con el Neckbreaker's Ball Tour con otras bandas, pasando por países como Alemania, Dinamarca, Austria, Eslovenia, Bélgica, entre otros. En 2007 ya viajan con el Metal For The Masses Tour hasta América dando conciertos por Estados Unidos y Canadá, acompañando a los grupos Dark Tranquillity, The Haunted y Into Eternity. A principios de 2008 empezaron a grabar lo que sería su tercer álbum: Holographic Universe, que finalmente se lanzó a mediados del mismo año. Su video de promoción fue para el tema "Morphogenesis", sin embargo no se llegó a estrenar. El público apreció que tras no estrenarse el vídeo de "Morphogenesis", algo pasaba en la banda. Definitivamente, se confirmó, que, el vocalista de la banda se separó y decidieron tomar caminos diferentes a causa de "diferencias creativas" y por discusiones a cerca del tour y los conciertos que iban a hacer (pero que no fueron) para la gira de "Holographic Universe".
El 6 de octubre en su myspace, anuncian el fichaje de dos cantantes para el grupo: Roberth "Robban" Karlsson (ex Pan.Thy.Monium, ex Edge of Sanity) y Lars Palmqvist (Last Temptation), donde el primero hará la voz gutural y el segundo la voz limpia. La nueva formación debutó en diciembre del 2008 por primera vez en España con varios grupos nacionales, tales como Laments of Silence (Tarragona), Infernoise, Dawn of Tears (Madrid), No:Code y Groteska (Jaén), dejando patente un directo y musicalidad increíbles.

## Miembros
- Roberth Karlsson - voz gutural principal  (2008-presente)
- Lars Palmqvist - voz limpia principal (2008-presente)
- Per Nilsson - guitarra (2004-presente)
- Henrik Ohlsson - batería (2004-presente)

## Miembros pasados
- Christian Älvestam - voz limpia y gutural (2004-2008)
- Jonas Kjellgren - guitarra (2004-2013)
- Kenneth Seil - bajo (2004-2015)

## Discografía
- Seeds of Rebellion (demo) (2004)
- Symmetric in Design (2005)
- Pitch Black Progress (2006)
- Holographic Universe (2008)
- Dark Matter Dimensions (2009)
- The Unseen Empire (2011)
- The Singularity (Phase I - Neohumanity) (2014)
- The Singularity (Phase II - Xenotaph) (2023)

## Vídeos
- "The Illusionist" (2006)
- "The Illusionist" (segunda versión) (2006)
- "Morphogenesis" (2008)
- "Noumenon and Phenomenon" (2009)
- "Ascensions Chamber" (2009)
- "The Iconoclast" (2010)